# Boville Ernica
Boville Ernica település Olaszországban, Lazio régióban, Frosinone megyében. Lakosainak száma 8366 fő (2023. január 1.). Boville Ernica Monte San Giovanni Campano, Ripi, Strangolagalli, Torrice és Veroli községekkel határos.

## Népesség
A település népessége az elmúlt években az alábbi módon változott:
| Lakosok száma | 8609 | 8525 | 8366 |
|               | 2017 | 2018 | 2023 |